# Luis Valbuena
Luis Adan Valbuena (* 30. November 1985 in Caja Seca, Zulia, Venezuela; † 6. Dezember 2018) war ein venezolanischer Baseballspieler in der Major League Baseball. Sein Debütspiel bestritt er am 2. September 2008 für die Seattle Mariners. Seine Verteidigungspositionen waren die des Third Baseman, des Second Baseman und die des Shortstops („Utility-Player“).
Valbuena starb im Dezember 2018 im Alter von 33 Jahren bei einem Verkehrsunfall.

## Gehalt
Valbuenas Gehalt seit 2009 belief sich auf rund 28 Mio. USD.